# Boston-Marathon 1915
| 19. Boston-Marathon    | 19. Boston-Marathon        |
| ---------------------- | -------------------------- |
| Stadt                  | Boston, Vereinigte Staaten |
| Datum                  | 19. April 1915             |
| Distanz                | 37 – 38,5 Kilometer        |
| Sieger                 |                            |
| Männer                 | Édouard Fabre (2:31:41 h)  |
| ← Boston-Marathon 1914 | Boston-Marathon 1916 →     |
| Website                | Offizielle Website         |

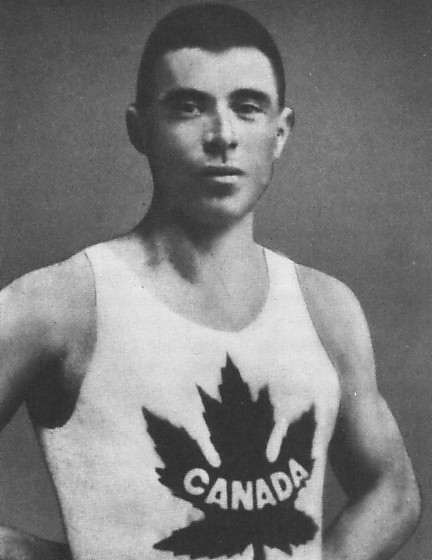
Der Sieger Édouard Fabre

Der Boston-Marathon 1915 war die 19. Ausgabe der jährlich stattfindenden Laufveranstaltung in Boston, Vereinigte Staaten. Der Marathon fand am 19. April 1915 statt. Die Laufdistanz betrug zwischen 37 und 38,5 Kilometer.
Es gewann Édouard Fabre in 2:31:41 h.

## Ergebnis
| Platz | Athlet           | Land               | Zeit (h) |
| ----- | ---------------- | ------------------ | -------- |
| 01    | Édouard Fabre    | Kanada             | 2:31:41  |
| 02    | Cliff Horne      | Vereinigte Staaten | 2:33:01  |
| 03    | Sidney Hatch     | Vereinigte Staaten | 2:35:47  |
| 04    | Hugh Honohan     | Vereinigte Staaten | 2:37:02  |
| 05    | Edward Byrne     | Vereinigte Staaten | 2:37:15  |
| 06    | George McInerney | Vereinigte Staaten | 2:38:14  |
| 07    | Percy Wyer       | Kanada             | 2:45:16  |
| 08    | Fred Travalena   | Vereinigte Staaten | 2:46:58  |
| 09    | John Mullen      | Vereinigte Staaten | 2:50:02  |
| 10    | Alfred Horne     | Vereinigte Staaten | 2:51:36  |